# Явоже-Гурне
Явоже-Ґурне (пол. Jaworze Górne) — село в Польщі, у гміні Пільзно Дембицького повіту Підкарпатського воєводства.
Населення — 676 осіб (2011).
У 1975-1998 роках село належало до Тарновського воєводства.

## Демографія
Демографічна структура станом на 31 березня 2011 року:
|          | Загалом | Допрацездатний вік | Працездатний вік | Постпрацездатний вік |
| -------- | ------- | ------------------ | ---------------- | -------------------- |
| Чоловіки | 339     | 66                 | 244              | 29                   |
| Жінки    | 337     | 78                 | 185              | 74                   |
| Разом    | 676     | 144                | 429              | 103                  |